# Contra-Aquincum

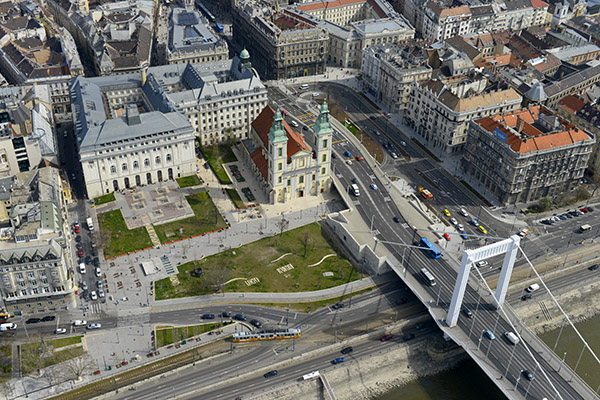
Az egykori Contra-Aquincum légi felvételen a mai Március 15. téren (2014)

Contra-Aquincum római kori erőd és egyben hídfőállás, a pannóniai limes egyik fontos állomása. A 2. század elején épült, majd a 3. század végén alapjaitól átépítették. Jelentőségét szokatlanul vastag falai, az eraviszkusz „főváros” ellenőrzése, valamint egy ősi kereskedelmi révátkelő felügyelete adta. Contra-Aquincum antik neve feltehetően Pesszion (Πέσσιον). Maradványai Budapest V. kerületében, a Március 15. téren találhatók, nem messze az Erzsébet hídtól.

## Elhelyezkedése
A római korban Pest szigetként emelkedett ki mocsaras, ártéri erdőkkel sűrűn benőtt környezetéből. A Duna egy ága vette körül; ez a Margitszigetnél hagyta el a fő ágat, és a mai Boráros térnél egyesült ismét a Dunával. Ez a természetes védelem és a jól belátható sík vidék tette alkalmassá a területet erőd építésére, de helyének kiválasztását politikai okok is indokolták: ősidők óta itt volt az Alföldre vezető út révátkelője, melyet római kereskedők is használtak. Szemben, a Gellért-hegyen az illír-kelta eraviszkuszok törzsszervezetének székhelye, a Tabánban pedig kiterjedt fazekasnegyedük található. Római postaállomás is működött itt.
A helyőrség feladata nem korlátozódott kizárólag a határ őrizetére és védelmére. Bár a barbárok haddal nem sokszor léptek Pannónia földjére, rablóbandák rendszeresen próbáltak fosztogatni. Ezek féken tartása és a kereskedelem felügyelete is a katonaságra hárult. Ezzel kapcsolatban a csempészet meggátlása is feladatuk volt, melyet Commodus császár nagy számban fennmaradt burgus feliratai külön kiemelnek.

## Első építkezés
Contra-Aquincum táborát a 2. század elején, valószínűleg Traianus uralkodása alatt építették fel. Kinézetét nem ismerjük, de Bertalan Vilmos ásatásaiból kitűnik, hogy déli fala megegyezett a későbbi erődével; kapujának nyomait is itt találták meg. Építésére vonatkozóan egyetlen bélyeges tégla került elő, a Cohors pr[ima] T[hracum] jelzéssel. Ilyen téglákra leltek Szentendrén is, az ottani erődítés kőből való átépítésének idejéből, a 2. század elejéről. A Coh[ors] VII Br[eucorum] [An]toniniana téglája már későbbi építkezést jelez. Az Antoniniana jelző a téglát Caracalla (211–217) vagy Elagabal (218–222) korába helyezi. Kr. u. 223-ban a 'Collegium Victorianorum építtet konyhát a császár üdvéért, mely egy fanum (nem római istenség temploma) melléképülete volt. Az ezt megörökítő feliratot a Curia utca 2. szám alatti ház bontásakor találták. E kor fontos lelete Marcus Aurelius portréja. Eredetileg a tábor szentélyében állhatott; lelőhelye mégis az északkeleti saroktorony, ahol építőanyagként használták fel. A korszakból éremlelet csak szórvány emlékként került elő. Csak Hadrianus és Alexander Severus pár érméje ismert a területről.

## Az erőd

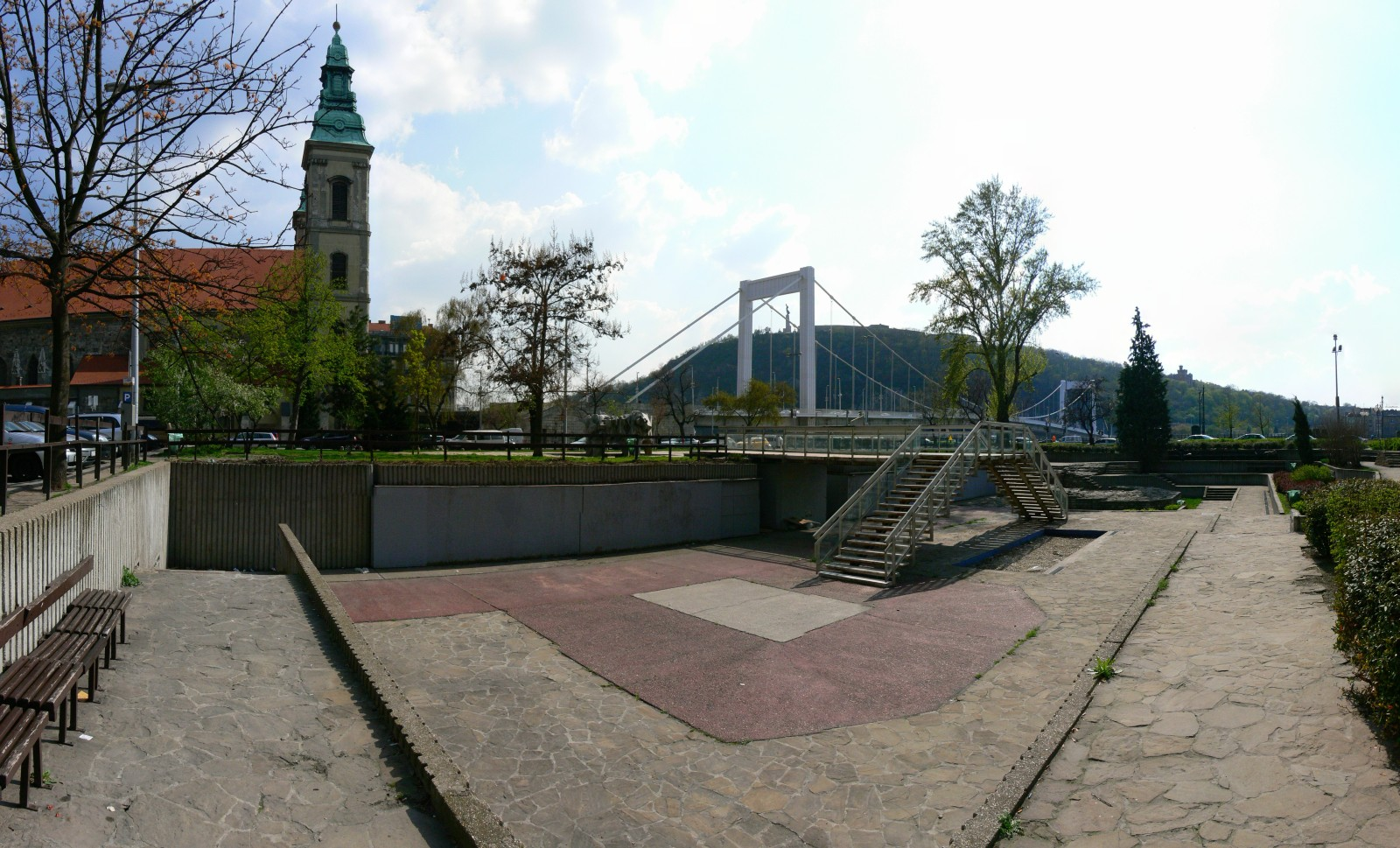
Az északi fal egy kiugrótornyának alaprajza

### Leírása
Az erőd rombikus formájú, 84 × 86 méter belméretű építmény, sarkain egy-egy legyező alakú, északi és déli oldalán két-két kiugró, patkó alakú toronnyal. A falakon körbefutó gyalogjárót és a tornyokat Nagy Lajos szerint tetővel fedték. Kapuja kelet felé nézett. Alapozása 1,26 méter mély, szélessége 3,40 méter. Ezen szélességen belül kis szegélyt hagytak, így indult a látható fal felrakása. Belső részét forró mészhabarcsba ágyazott apró, 10–25 cm átmérőjű kődarabokkal töltötték meg (opus caementicium), míg külső részét szabályos kövekből építették fel (emplectron). Itt előszeretettel használtak fel korábban már megmunkált köveket (Contra-Aquincumban elsősorban a közeli temetők régi síremlékeit, de több oltárkövet is találtak). Az előkerült falmaradványokon megfigyelhető volt az opus gallicum technikája; vagyis az alapba függőlegesen gerendákat eresztettek, hogy a falat merevítsék. A kiugrótornyok belterülete 3 × 4,80 méter; a tábor belsejébe keskeny ajtó vezetett. Az északkeleti tornyon egy kitörőkapu is megfigyelhető, ennek szélessége 150 cm. Az egész együttest kiterjedt árokrendszer vette körül. Nyomait Nagy Lajos az északi kiugrótoronynál dokumentálta, míg Beszédes József a piarista gimnázium udvarán tárta fel nagyobb, egybefüggő szakaszát, mely a tábor keleti falát védte. Az árok külső része meredeken esett, míg a falak felé csak enyhén emelkedett (az árok teljes mélységét nem sikerült megállapítani). A katonák kiszolgálására kisebb település (vicus) alakult ki az erőd körül, ennek nyomai a Curia utca - Petőfi Sándor utca vonaláig volt követhető.
Az erőd belső elrendezése szakít a hagyományos táborépítkezésekkel. Az épületek szorosan a falak védelmében helyezkedtek el, talán azért, hogy az ellenség nehezebben tudja felgyújtani őket. Így a tábor közepén hatalmas, szabad tér maradt. Épületei közül csak egyről van információnk: ez a sacellum, a táborszentély, ahol a csapatjelvényeket őrizték. Cella trichora alakú volt, formája már az ókeresztény kápolnákra hasonlít; feltehető, hogy már a római korban keresztény templomként is használták. A délkeleti saroktorony védelmében állt; maradványai megtalálhatóak a Belvárosi Plébániatemplom kriptájában.

### Építése
260-ban szarmata-roxolán hadak támadtak a Birodalomra. Kifosztották Pannóniát, s a dúlás nem csak a limes erődítményeit, de a beljebb fekvő városokat sem kímélte. Gorsiumot ekkor a földdel tették egyenlővé. Diocletianus császár (284–305) nagyszabású hadseregreformot hajtott végre, újragondolva a duna-menti limes erődrendszerét is. Három jelentős bázist erősíttetett meg: Bononiát, Lugiot és Aquincumot, mindegyikhez balparti, megfelelően megerősített ellenerődöt társítva.
A Codex Iustinianus említi, hogy a császári udvar 293. szeptember 10-től 294. augusztus 20-ig Sirmiumban tartózkodott. Ezen időszak alatt a császár látogatást tett Aquincumban, s személyesen felügyelte a balparti ellenerőd építési munkálatait. Feltehetően ez késztette a katonákat, hogy mihamarabb, lehetőleg még a császár itt tartózkodása alatt befejezzék a építkezést. Ennek érdekében külön téglagyárat működtettek a helyszínen, mely CAIOT feliratú téglákat készített; illetve a külső falazásnál a már nem használt temetők nem is olyan régi síremlékeit tömegesen használták fel. (Itt került elő a város legrégebbi, II. századi síremléke.) Az építkezés befejezése jelentős esemény lehetett, mert még emlékérmet is kiadtak, Victoriae Sarmaticae felirattal. Ekkortól gyakrabban látogattak császárok Aquincumba. I. Valentinianus (364–375) 375-ben tartózkodott itt. Frigeridus dux (374–375) ezekben az években sorban emel kis erődöket a limes mentén, a régebbieket átépítteti, megerősíti. Táboruk rendkívüli erősségét jelzi, hogy itt csak kisebb belső építkezések folytak, a falakat nem kellett javítani.

### Neve
Irodalmi adatokból nem ismerjük, ilyen tartalmú felirat sem maradt ránk. De neve biztosan volt, a rómaiak még a legkisebb helyőrségnek is adtak nevet. Általános elnevezés volt a Quadriburgium, ilyen több is lehetett Pannóniában. Használhatták még a Contra-Aquincum és Trans-Aquincum összetételt is; mindkét előtag használatára több példát is ad a Notitia dignitatum.
A 19. század közepétől egy érdekes elmélet kapott szárnyra, miszerint a Pest elnevezés jazig eredetű. Rómer Flóris nyomán a korabeli kutatók szélesebb körben elfogadták, hogy Ptolemaiosz 2. századi tudós Bevezetés a föld feltérképezésébe (Γεωγραφικὴ Ὑφήγησις, Geógraphiké hüphégészisz) című művében említett Pásszion (Πάσσιον) vagy Pesszion (Πέσσιον, iii.7.§2) nevű hely nevéből ered, amit a rómaiak is átvettek. Azonban nincs bizonyíték arra, hogy az elnevezés a honfoglalás előtt is létezett. (lásd: Budapest nevének eredete)
1995-ben megjelent cikkében Mráv Zsolt új elméletet fogalmazott meg. Szerinte a Gellérthegy mindenképp jó támpont egy erőd azonosítására. A rómaiak szokása volt felszentelt helyeket az ott imádott istenről elnevezni. Mivel a Gellérthegyen az eraviszkusz főisten, Teutanus kultuszhelye volt, ezért antik neve Mons Teutani lehetett. Így a Notitia Dignitatumban említett Castellum contra Tautantum elnevezés vonatkozhat erre az erődre. Bizonyítékként felhozza a „Tautantum” szó kétségtelen kelta voltát, illetve Teutanus tiszteletét, ami egyértelműen a Gellérthegyhez köthető. A Tautantus szó elírás, helyesen Castellum contra Teutanum lenne. A tévesztést magyarázza, hogy a középkori kódexmásolók az „a” és „e” betűket gyakran felcserélték, valamint a szó idegen, nem latin voltából következő félreértelmezés. Elméletének újszerűségét mutatja, hogy megjelenése óta a Contra-Aquincummal foglalkozó cikkek, tanulmányok, könyvek mindig megemlítik, de általánosan nem vált elfogadottá.

## Környéke

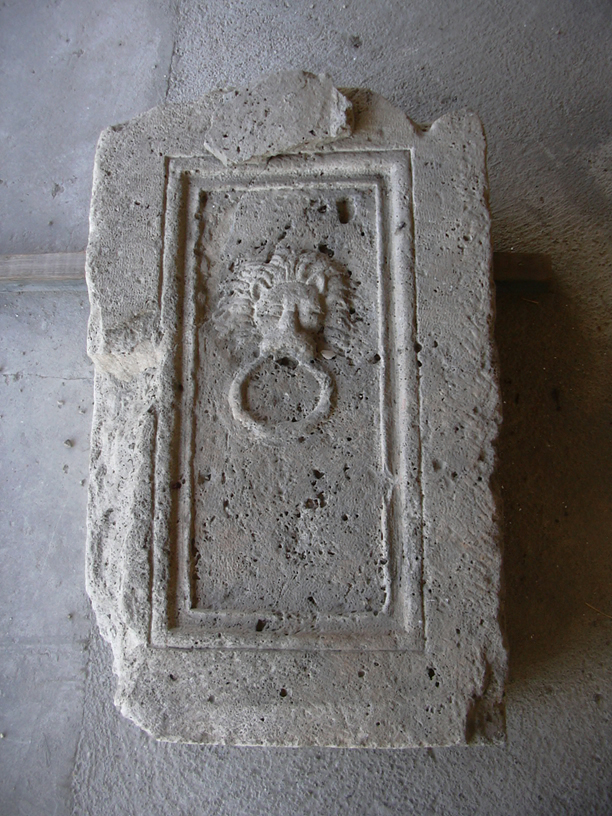
A délnyugati saroktoronyből származó síremlék részlete; 2. század (Aquincumi Múzeum)

Mivel Contra-Aquincum a Birodalom határán feküdt, környékén is leginkább katonai jellegű épületek találhatóak. Ezek elsősorban őrtornyok, illetve kisebb kisegítő táborok. Jellemzőjük, hogy amennyire csak lehet, a Duna két partján egymással szembe épültek. Polgári célú építményt a pesti oldalon csak egyet találunk: a Rókus-kápolna helyén egy ókeresztény temetőkápolnát (cella trichora). A budai oldalon többet is: a Gellért-hegyen, valamint a Tabánban. Itt volt az őslakos eraviszkuszok „fővárosa”; bár viszonylag hamar beköltöztek a római coloniába, vallási központjuk mindvégig itt maradt. A helyet a hegy tetején és a Gellért Szálló helyén őrtorony védte. A Tabánban lévő fazekastelepet a 3. században kiürítették és az Ördögárok partján épült őrtorony védelme alá helyezték. Északabbra, az Eötvös tér környékén lévő torony párja a budai oldalon a Lánchíd utcában feküdt. A Nagy Imre tér környezetében lovascsapat (ala) 1. századi táborát találjuk; itt volt a legelső római katonai tábor Budapest területén. Körülötte kis vicus jött létre. A 2. században a katonaság kivonult innen; ezután jómódú polgári településsé fejlődött. A pesti oldalon a Parlament építésekor találtak római emlékeket, valamint a Margit-sziget déli részén azonosították egy őrtorony maradványait.

## Utóélete
Nem sokkal Contra-Aquincum felépítése után átszervezték a provinciákat. A terület innentől Valeria tartományhoz tartozott, ám a polgári közigazgatást Sopianae-ba (Pécs) helyezték át, Aquincumban csak a katonai parancsnokság maradt. A 4. századra még inkább megnövekedett a Pannóniára nehezedő katonai nyomás. A rómaiak kénytelenek több barbár (többnyire germán) népet befogadni a határ őrizetére, akikből a rendes csapattestekbe is vettek fel újoncokat. Ezek magukkal hozták nyelvüket, ízlésüket, így Aquincum erre az időre nagyrészt már elvesztette latin kultúráját. (Erre legjobb példa az Eskü téri sisak, mely, bár Contra-Aquincum parancsnokáé lehetett, formájában és díszítményeiben a germán formavilágot képviseli). Állandósultak a katonai betörések, majd egyre több népcsoport menekült biztonságosabb helyre, a Birodalom belseje felé. Végül Kr.u. 430 körül a Nyugatrómai Kormányzat szerződés keretében ürítette ki Valeria tartományt, és adta át a hunoknak. Hogy a népvándorlás idején az erőd lakott volt, csak feltételezés, de egy biztos: a honfoglalás idejében falai még álltak. Anonymus tudósítása szerint Taksony vezér a volgai (muszlim) bolgároknak adta a helyet. A hajdani sacellum alapjain felépült egy román stílusú plébániatemplom, körülötte szokás szerint temetőt alakítopttak ki. A 13. század elején a dominikánusok masszív falú kolostort építettek a mai Irinyi utcában; ennek vonalában alakították ki a városfal új, déli szakaszát. Ekkoriban bontották le a római erőd déli falát, teret adva a román templom bővítésének. A mongol veszély növekedésével megpróbálták átalakításokkal biztonságosabbá tenni az erődöt. Ennek emléke, hogy az északi torony kitörőkapuját elfalazással szűkítették 56 cm-re. Sajnos a tatár hordák bevették és felgyújtották a várat. Lassan indult újra az élet, de az új királyi székhely közelsége itt is fejlődést hozott. Zsigmond király korában már újabb nagyszabású építkezések történtek; a római erőd adta keretek szűkössé váltak. Köveit lassan széthordták a pesti házak építéséhez, a török korra a felszínen már nyoma sem maradt.
A töröktől való felszabadulás után új életet kezdett a város. Az erőd területén több házhelyet alakítottak ki, melyekre a 18. században építettek palotákat. A még mindig erős alapfalakat ekkor pincék kialakítására használták fel. Így, bár a római erőd emléke is feledésbe ment, kövei által mégis jelen van, ma is képviselve a folytonosságot a város kétezer éves történetében.

## Feltárása

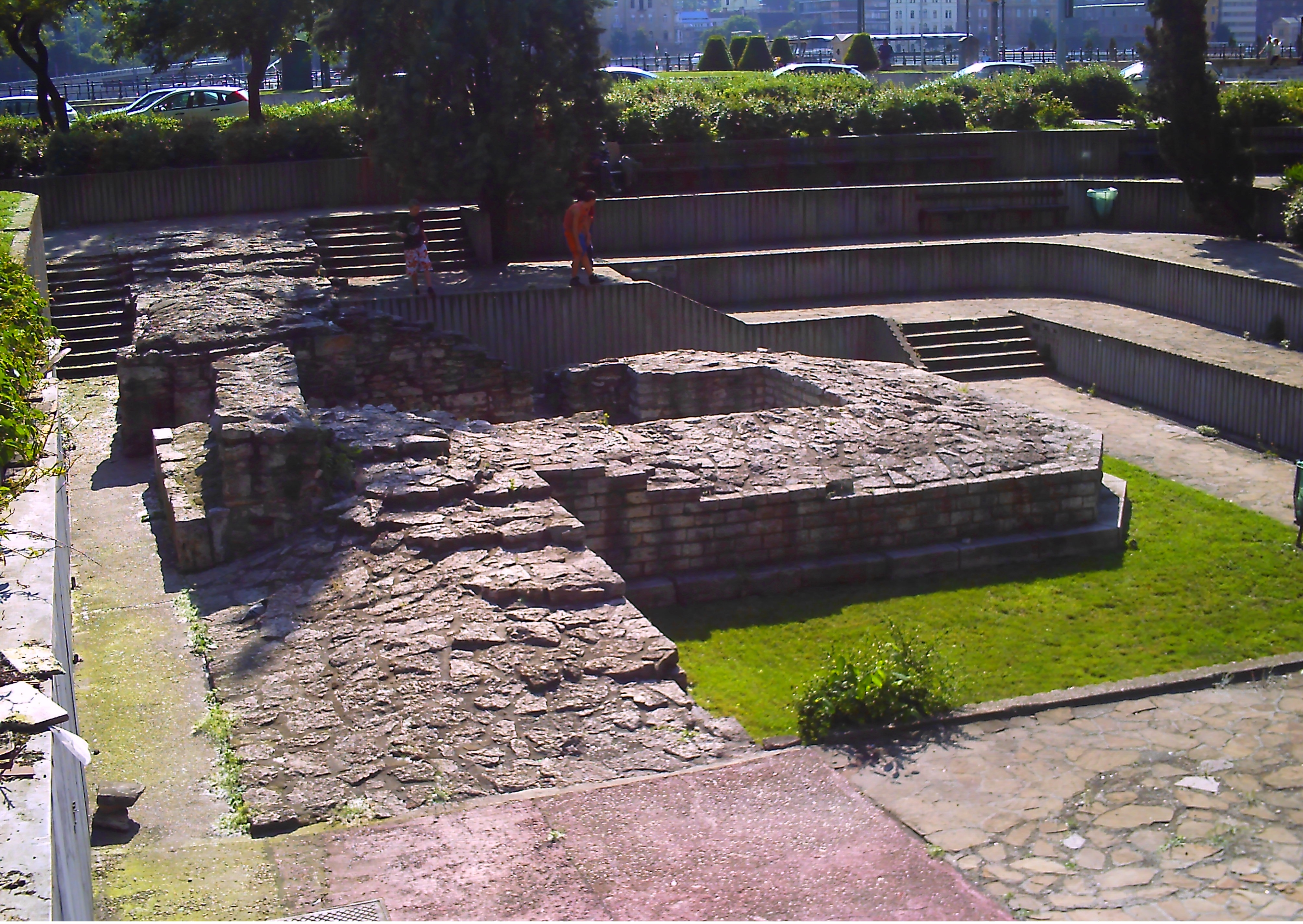
Contra-Aquincum romjai 2010 májusában, betakarásuk előtt

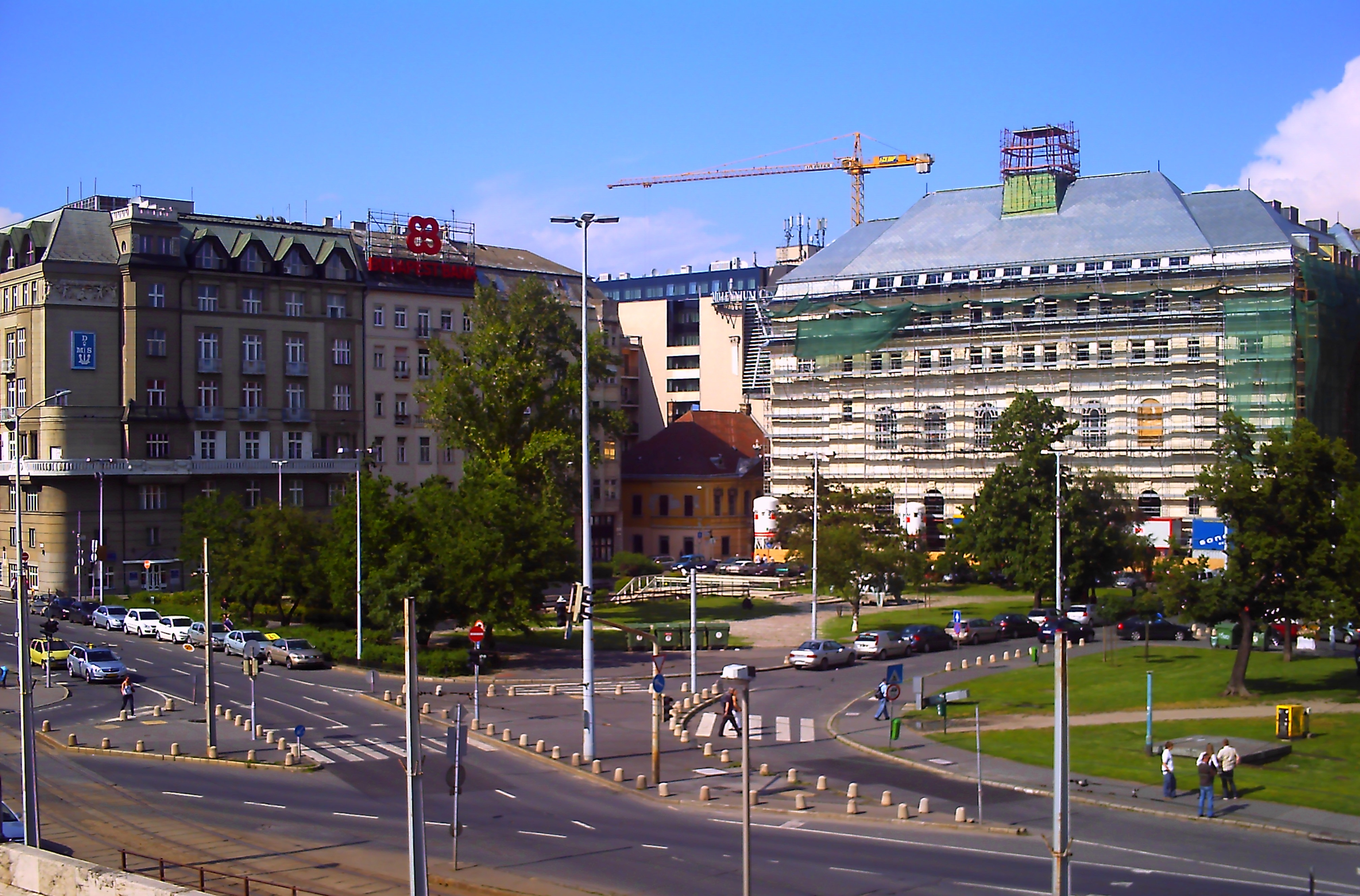
Contra-Aquincum és a Március 15. tér 2010 májusában, a tér átépítése előtt, az Erzsébet-hídról nézve

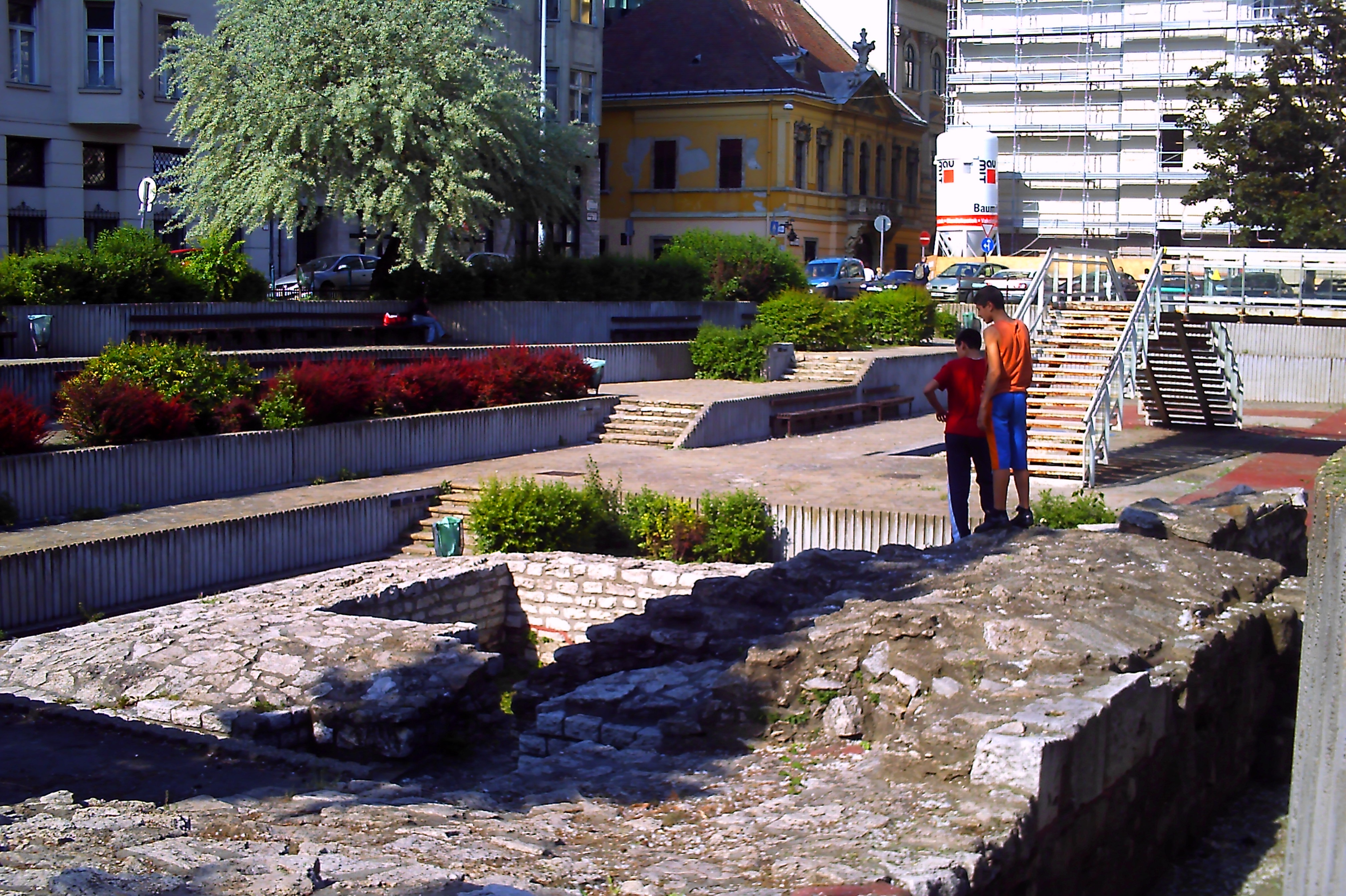
Contra-Aquincum romjai 2010 májusában, betakarásuk előtt

Első emlékei 1863-ban kerültek elő: a Szentháromság-szobor alapozásánál találtak rá a tábor nyugati falára. Ezt Rómer Flóris a középkori városfallal hozta kapcsolatba. 1898-ban, az Erzsébet híd építésekor bukkant elő az erőd délnyugati saroktornya, melybe 27 római feliratos és domborműves kő volt befalazva. Feltárója Kuzsinszky Bálint, aki szintén középkori falat látott benne. (A 18. században a pesti városfal rondelláját római építésűnek hitték, annyi római kő volt beleépítve). 1914-ben ismét felbukkant a már említett hypocaustum, de ekkor török építésűnek gondolták. Később Nagy Lajos tisztázta egyértelműen római eredetét.
Nagyobb feltárásra csak az 1930-as években kerülhetett sor. 1932-ben lebontották a régi piarista rendházat, s a Főváros ekkor rendelt el régészeti ásatást a helyén. Vezetője Kuzsinszky tanítványa, Nagy Lajos volt. Mivel közben folytak a közpark kialakításának munkálatai, ezért csak hat kutatóárokban dolgozhattak, de az északi falat még így is majdnem teljes egészében feltárhatták. Ekkor bizonyosodott be végleg, hogy a falak a római korból származnak, amit végül Kuzsinszky is elismert. Nagy Lajos, felismerve a hely és a leletek jelentőségét, ezek megőrzésére és múzeum kialakítására tett javaslatot. Ez a városvezetőknél eleinte süket fülekre talált, majd annyi pénzt utaltak számára, amennyiből sebtében beton védőtetőt tudtak emelni az első kutatóárok (a ma is látható romok) fölé. Terveit Moeller István készítette. Itt alakítottak ki egy kis múzeumot, másolatban kiállított tárgyakkal idézve meg a római kort.
1932-ben a Petőfi Sándor utca 2. szám alatt lebontott házból került elő egy sírkőtöredék a 2-3. század fordulójáról, melyet lépcsőkőnek használtak. Az 1940-es évek elején átépítették a templom kriptáját. Ennek kapcsán megtalálták a cella trichora alapfalait, több, építőanyagként felhasznált 2. századi sírkövet és egy terazzopadlós helyiség maradványait. Ezt 50 cm-es magasságig római vakolat fedte. Bertalan Vilmos vezette az eddig utolsó nagyobb ásatást 1944 nyarán, a Belvárosi Plébániatemplom Erzsébet híd felőli oldalán. A templom szentélyénél rátalált a délkeleti saroktoronyra (mely az egyetlen, majdnem teljes egészében feltárt saroktorony) és megállapíthatta a déli fal vonalát és kiterjedését. Itt különítette el a két, különböző időben épült tábor maradványait és kapott képet a későbbi erőd pusztulásának körülményeiről. Ekkor láthatták meg a kutatók először az erődítmény valódi méreteit. 1961-ben elkezdődik az Erzsébet híd újjáépítése, ekkor a teret lezárták. Mire a hidat 1964 végén átadták, a felvonulási területen lévő múzeum használhatatlanná vált, és a talajvíz megemelkedése miatt az alapjait is le kellett volna szigetelni. Mivel erre nem volt pénzügyi fedezet, más megoldást kerestek. A megváltozott műemlékfenntartási szemlélet miatt a romok szabadtéren való bemutatása mellett döntöttek a régészek. Erre több terv is született; a legérdekesebb Pfannl Egoné 1961-ből, aki a tér nagy részére régészeti parkot álmodott, ahol az erőd lehetőség szerinti legnagyobb részét be lehetett volna mutatni. Itt már megjelent a tér lesüllyesztésének gondolata a késő római járószintre. Ez valósult meg végül kisebb mértékben a tér rendezésekor. A kiírt pályázatot Hollay Imre és Törőcsik Sándor építészmérnökök terve nyerte; a castrum maradványainak szabadtéri bemutatásának terveit Hollay György készítette. A kiállítófal Hajnóczi Gyula munkája. A szabadtéri múzeum római kőemlékek másolataival 1971-ben készült el. Az ezredforduló után a terület lassan elnéptelenedett. A kiállítófalat szétverték, a romok között hajléktalanok éltek. Az önkormányzat, megelégelve az áldatlan állapotokat, a Budapest Szíve programban 2010–2011 fordulóján megújította a területet. Ennek kapcsán a feltárt emlékeket ismét beton védőépülettel vették körül. A járószinten kőlapokkal jelezték az erőd körvonalait; rajtuk a terület rövid története olvasható. Az északi és a déli falszakasz között a Duna stilizált vonala látható, a megfelelő helyeken a pannóniai római katonai helyőrségek neveivel és alaprajzaival. Contra-Aquincum maradványai jelenleg csak üvegen keresztül, az utcaszintről tekinthetők meg.